# Lorenzo Cárdenas Aregullín
Lorenzo Cárdenas Aregullín (ur. 23 marca 1937 w Ciudad Victoria) – meksykański duchowny rzymskokatolicki, w latach 1980–2012 biskup Papantla.

## Życiorys
Święcenia kapłańskie przyjął 29 czerwca 1962. 17 marca 1978 został prekonizowany biskupem pomocniczym Tehuacán ze stolicą tytularną Crepedula. Sakrę biskupią otrzymał 7 maja 1978. 30 października 1980 został mianowany biskupem Papantla. 2 maja 2012 przeszedł na emeryturę.